# Alarmo

Alarmoの画面を再現した画像

ニンテンドーサウンドクロック Alarmo（ニンテンドーサウンドクロック アラーモ）は任天堂から発売されている目覚まし時計である。

## 概要
設定した起床時刻になると任天堂から発売されているゲームの音声が流れる。「うごきセンサー」が搭載されており、ユーザーの動きにあわせてアラームの音が変化する。
液晶画面が搭載されており、ユーザーが近くを通過するとキャラクターが動くなどの機能もある。
Alarmoは常に家庭用電源からの給電が必要となる（ACアダプターは別売）。

## 機能

### アラーム
設定した起床時刻になると音声が流れユーザーがベッドから出るとファンファーレが流れ、自動的に音声が止まる。20分以上ベッドから出ないとアラームが激しく鳴る。

### おやすみサウンド
ユーザーがベッドに入ると自動的に音が鳴る機能。

### うごきのきろく
ベッドで睡眠時のユーザーの体の動きを記録する機能。

## 収録音声
5タイトル収録されており、インターネットに接続する事で追加の音声が配信される。
| 配信開始日       | タイトル                             | 備考  |
| ---------------- | ------------------------------------ | ----- |
| プリインストール | スーパーマリオ オデッセイ            | 全7種 |
| プリインストール | ゼルダの伝説 ブレス オブ ザ ワイルド | 全7種 |
| プリインストール | スプラトゥーン3                      | 全7種 |
| プリインストール | ピクミン4                            | 全7種 |
| プリインストール | リングフィット アドベンチャー        | 全7種 |
| 2024年12月11日   | マリオカート8 デラックス             | 全7種 |
| 2025年3月10日    | スーパーマリオブラザーズ             | 全4種 |
| 2025年5月22日    | あつまれ どうぶつの森                | 全7種 |

## 発売
2024年10月9日にマイニンテンドーストアにて、翌10日からオフィシャルストア（Nintendo TOKYO/OSAKA/KYOTO）にて発売。なお、マイニンテンドーストアについてはNintendo Switch Online加入者限定での販売としていたが、注文が非常に多かったことから、抽選制に変更。2025年1月28日からNintendo Switch Online加入者限定の通常販売に移行した。
また、当初は2025年2月中旬からゲーム取扱店などでの一般販売を開始する予定であったが、任天堂は一旦延期することを2024年12月4日に発表。その後、マイニンテンドーストア及びゲーム取扱店などでの一般販売を2025年5月22日から開始することを同年3月10日に発表した。

## 周辺機器
| 型番    | 名称                         | 備考                                   |
| ------- | ---------------------------- | -------------------------------------- |
| CLV-003 | ニンテンドーUSB ACアダプター | Alarmoの給電に使用可能なACアダプター。 |
| HAC-002 | Nintendo Switch ACアダプター | Alarmoの給電に使用可能なACアダプター。 |
|         | USBケーブル                  | USB Type-C規格。市販品で代用可能。     |